# Irina Rîngaci
Irina Rîngaci (Leova, 23 de agosto de 2001) es una deportista moldava que compite en lucha libre.
Ganó tres medallas en el Campeonato Mundial de Lucha entre los años 2021 y 2023, y cinco medallas en el Campeonato Europeo de Lucha entre los años 2021 y 2025.

## Palmarés internacional
| Campeonato Mundial | Campeonato Mundial      | Campeonato Mundial | Campeonato Mundial |
| Año                | Lugar                   | Medalla            | Categoría          |
| ------------------ | ----------------------- | ------------------ | ------------------ |
| 2021               | Oslo (Noruega)          | Medalla de oro     | 65 kg              |
| 2022               | Belgrado (Serbia)       | Medalla de bronce  | 68 kg              |
| 2023               | Belgrado (Serbia)       | Medalla de bronce  | 68 kg              |
| Campeonato Europeo |                         |                    |                    |
| Año                | Lugar                   | Medalla            | Categoría          |
| 2021               | Varsovia (Polonia)      | Medalla de oro     | 65 kg              |
| 2022               | Budapest (Hungría)      | Medalla de oro     | 68 kg              |
| 2023               | Zagreb (Croacia)        | Medalla de plata   | 65 kg              |
| 2024               | Bucarest (Rumania)      | Medalla de bronce  | 65 kg              |
| 2025               | Bratislava (Eslovaquia) | Medalla de plata   | 65 kg              |